# 마에카와 다이가
마에카와 다이가(일본어: 前川 大河, 1996년 6월 13일 ~ )는 일본의 축구 선수로 현재 J3리그의 기라반츠 기타큐슈에서 미드필더로 뛰고 있다.

## 구단 경력
그는 2015년부터 J리그의 세레소 오사카, 도쿠시마 보르티스, 아비스파 후쿠오카, 몬테디오 야마가타, 기라반츠 기타큐슈에서 뛰었다.